# Mücheln
Mücheln település Németországban, azon belül Szász-Anhalt tartományban. Lakosainak száma 8431 fő (2023. december 31.). Mücheln Bad Lauchstädt és Braunsbedra községekkel határos.

## Népesség
A település népességének változása:
| Lakosok száma | 6389 | 8834 | 8681 | 8513 | 8542 | 8431 |
|               | 2015 | 2017 | 2019 | 2021 | 2022 | 2023 |